# Fernando Contreras Castro
Fernando Contreras Castro (* 4. Januar 1963, San Ramón, Provinz Alajuela, Costa Rica) ist ein costa-ricanischer Autor und Literaturwissenschaftler.

## Leben
Contreras studierte an der Universidad de Costa Rica Philologie und errang dort den M.A. in Spanischer Literatur. Das Thema seiner Magisterarbeit war El hombre de La Mancha, eine Überarbeitung unter Verwendung des philosophischen Konzepts Nietzsches. Er promovierte in Frankreich.
Contreras Erstlingsroman Única mirando al mar aus dem Jahre 1993 wurde in seiner Heimat sogar als Schullektüre eingeführt.
Eine zweite Auflage erfolgte 2010. Sein Roman Los Peor ist das einzige Werk, das bisher in deutscher Sprache verlegt wurde. Es wurde mit dem costa-ricanischen Nationalpreis Aquileo J. Echeverria in der Sparte Roman ausgezeichnet.
Contreras gilt als Vertreter der costa-ricanischen Literatur der Generation der Enttäuschung. Heute ist er Professor für Kommunikation und Sprachwissenschaft an der Fakultät für Allgemeine Studien der Universidad de Costa Rica.

## Veröffentlichungen
- Unica mirando al mar. Roman. ABC Editores, San José, Costa Rica 1993, ISBN 9977-16-007-4.
  - deutsch: Única blickt aufs Meer. Übersetzt von Birgit Weilguny. Maro Verlag, Augsburg 2020, ISBN 978-3-87512-492-7[2]
- Los Peor. Roman. Farben Grupo Editorial Norma, San José, Costa Rica, 1995, ISBN 9977986746.
  - deutsch: Der Mönch, das Kind und die Stadt. Übersetzt von Lutz Kliche. Maro Verlag, Augsburg 2002, ISBN 3-87512-266-6.
- Urbanoscopio: Libro de cuentos. Erzählungen. 1997.
- El tibio Recinto de la oscuridad. 2000.
- Sonambulario. Libro de cuentos. Erzählungen. 2005.
- Cantos de las Guerras Preventivas. Roman. 2006.
- Cierto azul. Kurzroman. Editorial Legado, San José 2009, ISBN 978-9968519069.